# Færdselsulykker som et Problem
Færdselsulykker som et Problem er en dansk oplysningsfilm fra 1932.

## Handling
Indstillinger fra Københavns trafikknudepunkter og en lang række eksempler på hvordan man gebærder sig i trafikken og, hvordan man ikke bør gøre.